# 袋小路 (太田裕美の曲)
「袋小路」（ふくろこうじ）は、太田裕美のサードアルバム『心が風邪をひいた日』（1975）のA面2曲目に収録されている曲。

## 解説
- 松本隆作詞／荒井由実作曲／林哲司編曲
- 松本隆と荒井由実が初めてコンビを組んだ楽曲である。またこのアルバムには同コンビの「ひぐらし」も収録されている。1991年にはCD化された。

- 「袋小路」はその後、『Little Concert』にも別アレンジで収録された。オリジナルアルバムに2度収録されたのは、「君と歩いた青春」（伊勢正三詞・曲）とこの曲だけである。

- 映画『DRIVE』（2002年/8月24日公開。SABU監督作品。主演：堤真一、柴咲コウ）の挿入歌として使われた（一般社団法人日本映画製作者連盟のホームページでは主題歌・挿入歌とされている）。